# 빌리 시워드

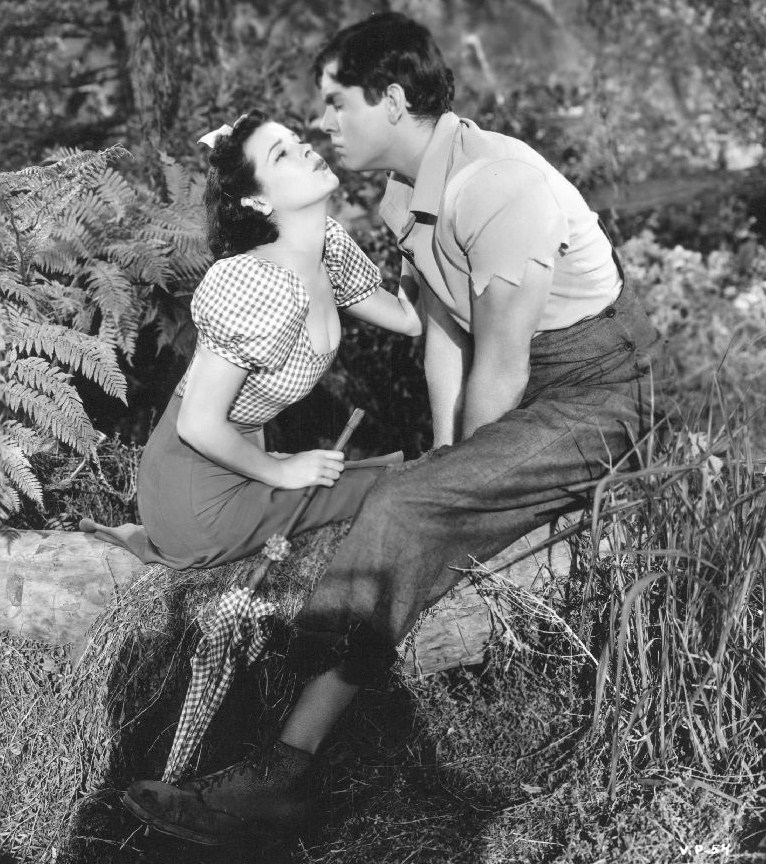

빌리 수어드(Billie Seward, 1912년 10월 23일 ~ 1982년 3월 20일)는 미국의 배우, 영화배우이다.
필라델피아에서 태어났으며 로스앤젤레스에서 사망하였다.

## 영화
- 썸딩 포 더 보이즈 (1944년)
- 제인 에어 (1944년)
- 릴 애브너 (1940년)
- 뉴욕행 열차 20세기 (1934년)